# Bichirovití
Bichirovití (Polypteridae) jsou jedinou čeledí v řádu bichiři nebo též mnohoploutví (Polypteriformes) a v podtřídě paprskoploutvých ryb Cladistia. Jde o unikátně stavěné ryby nápadné řadou hřbetních ploutviček, svalnatými násadci prsních ploutví, pevným krunýřem z drobných ganoidních šupin, dobře vyvinutými spirakuly (modifikovanými prvními žaberními štěrbinami) na temeni hlavy, jimiž nadechují vzduch do párových plic, přestože mohou dýchat i žábrami umístěnými na pouhých čtyřech žaberních obloucích (pátý je redukovaný). Larvy a mladí jedinci mají kromě toho vyvinuty i vnější žábry. Mezi bichirovité patří dva recentní rody: monotypický rod bichirek (Erpetoichthys nebo Calamoichthys) a bichir (Polypterus), do něhož je řazeno okolo patnácti druhů. Vyskytují se v tropické Africe, obzvlášť v mělkých zarostlých, málo prokysličených vodách, kde se živí dravě. Dosahují maximální velikosti kolem tři čtvrtě metru, většina bichirů je ale menší. Někdy jsou chováni v akváriích. 
Kvůli znakům jako jsou plíce nebo svalnaté ploutve bývali spojováni se svaloploutvými, jde však o bazální skupinu paprskoploutvých ryb. Jejich fosilní záznam je poměrně chudý, největší diverzity dosáhli v křídě. Pravděpodobně jsou potomky triasové skupiny primitivních ryb z řádu Scanilepiformes. 

## Popis

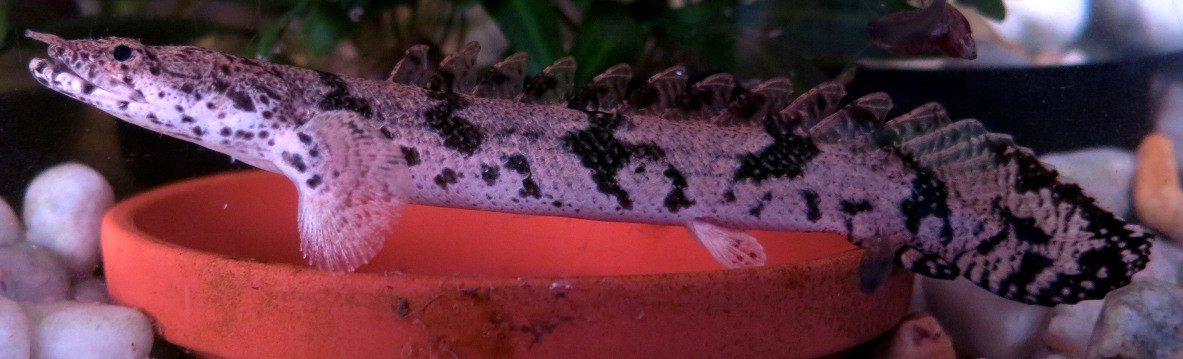
Bichir Endlicherův

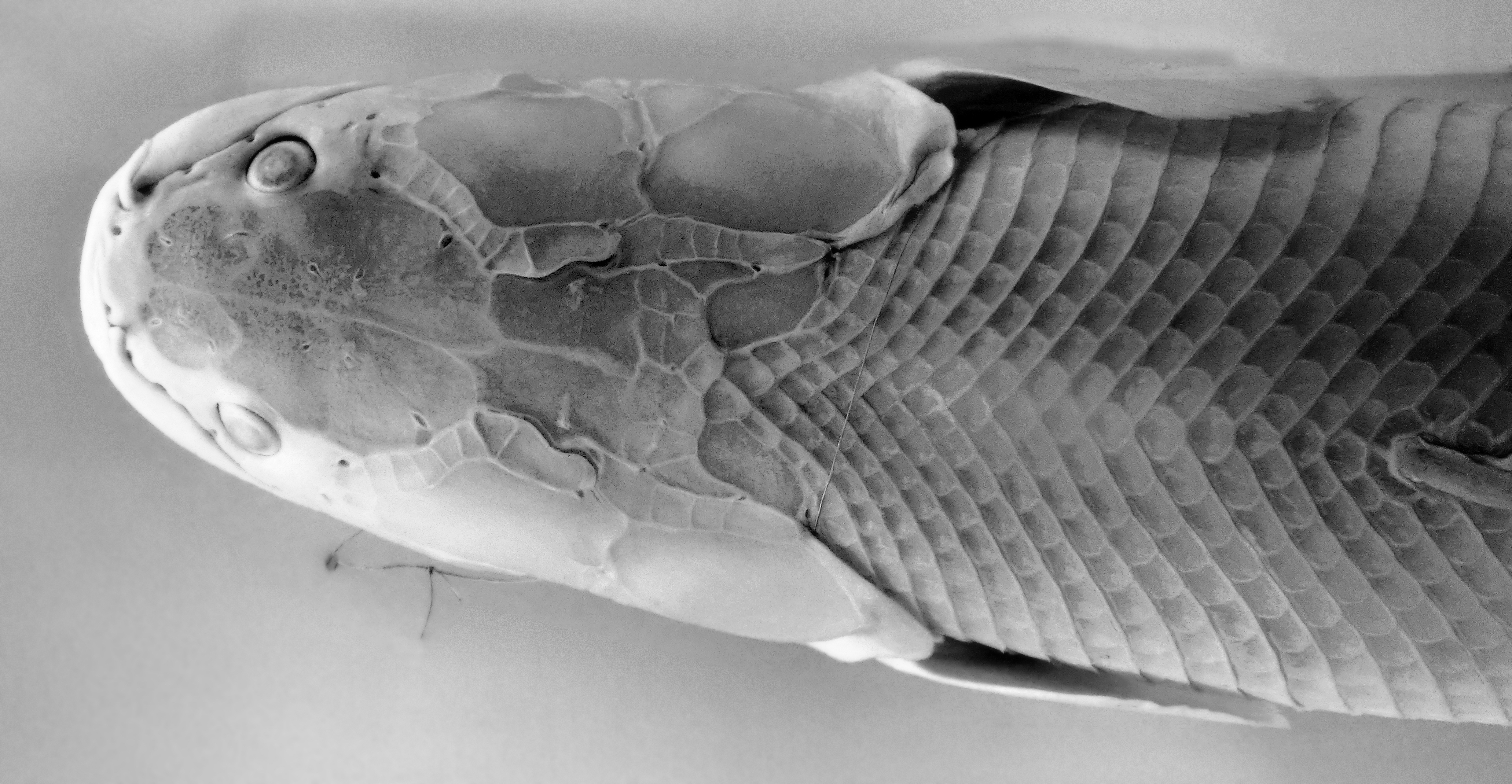
Na tomto obrázku je dobře vidět nejen uspořádání šupin a jamky proudového orgánu na hlavě, ale i úzké pootevřené štěrbiny spirákulí po stranách temenních kostí (ty jsou lokalizovány za nápadnými kostmi čelními, které se táhnou středem lebky od úrovně očí vzad)

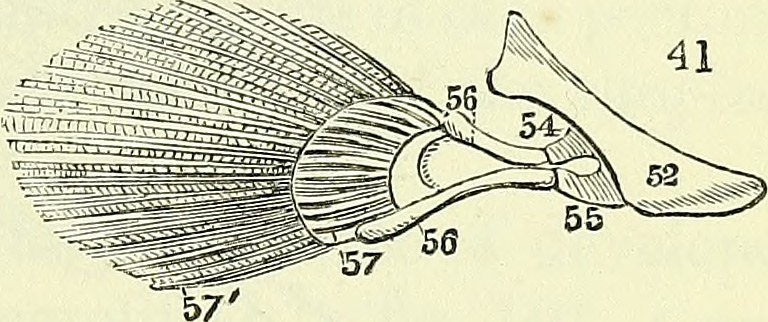
Skelet prsní ploutve bichira: mezi bazálii (56) ukotvenými k lopatce (54) a krkavčí kosti (55) na cleithru (52) je chrupavčitá destička; na tento aparát navazují radialia (57) a paprsky (57')

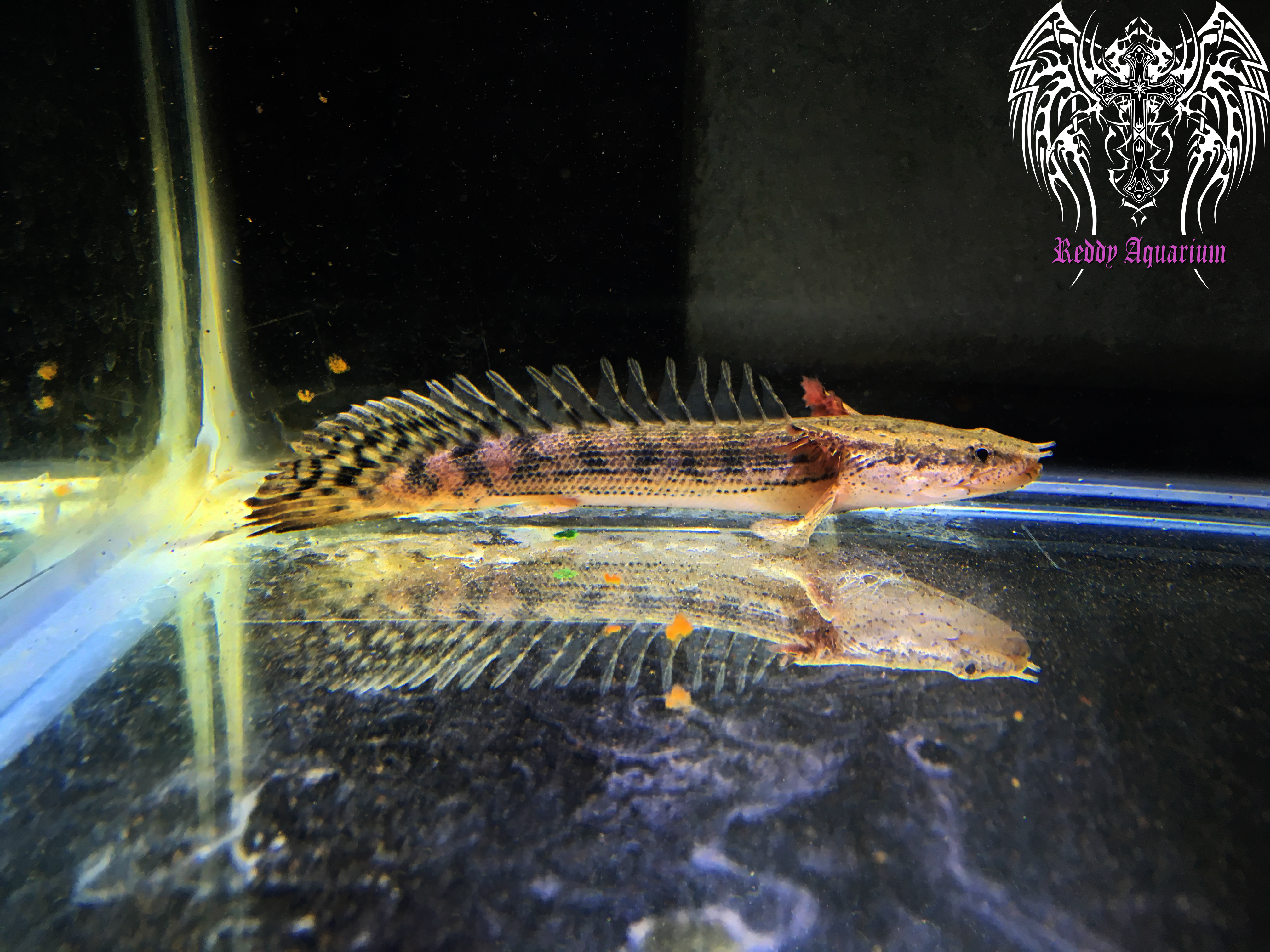
Mladý bichir s dobře patrnými vnějšími žábrami

Bichiři mají protáhlé (u bichirka až hadovité) tělo kryté pevnými kosočtverečnými ganoidními šupinami. Jejich hlava je široká a plochá s velkými ústy. Hřbetní ploutev je rozdělená na 5–18 ploutviček, z nichž každá je vpředu vybavena pevným ostnem, z nějž dozadu odbočují měkké paprsky. Tyto ploutvičky mohou bichiři sklápět a vzpřimovat. Unikátní stavbu mají vějířovité prsní ploutve, které jsou na bázi svalnaté (podobně jako u svaloploutvých) a mají specificky uspořádaný skelet. Ten se s prsním pletencem kloubí pomocí dvou podlouhlých kůstek (bazálií), mezi nimiž je přítomna chrupavčitá destička. Na ně navazují početná kostěná radialia, od kterých se vějířovitě rozbíhají paprsky. Přes komplikovanou stavbu může ztracená prsní ploutev velmi dobře regenerovat. Ocasní ploutev bichirů je zvnějšku symetrická, stavbou skeletu ale odpovídá modifikované heterocerkní ploutvi. Bichiři ztratili pátý žaberní oblouk, mají tedy jen čtyři oblouky. Na spodině úst mají zachovány dvě ploché kosti zvané gulare a naopak jim chybí branchiostegalia (podlouhlé kůstky na hrdle). Horní čelist (maxilla) je pevně spojena s lebkou, která není plně osifikovaná. Mají dvojí sestavu žeber (horní a dolní žebra).
Kromě žaber má u bichirů zásadní podíl také dýchání vzduchu dobře prokrvenými párovými plícemi (levá je menší). Vzduch vdechují pomocí párového spirakula (modifikované první žaberní štěrbiny; z paprskoploutvých jej mají zachováno ještě jeseteři, kteří ho však nevyužívají k dýchání). Dýchání do plic je realizováno atypicky tak, že bichir silou vydechne (vzduch je vydechován přes skřele) a nádech je potom pasivní, umožněný elasticitou pevného povrchu těla. Jejich nozdry (zodpovědné pouze za čich, nikoli dýchání) jsou trubičkovitě protaženy. Ve střevě mají jako řada dalších primitivních ryb pro zvýšení povrchu spirální řasu.
Z jiker se líhne plůdek s velkým žloutkovým váčkem vybavená přichycovacími žlázami, jejichž pomocí se uchycují na vodní vegetaci. Pozdější larvy mají dlouho přetrvávající vnější zpeřené žábry připomínající žábry larev ocasatých obojživelníků nebo bahníků.
Nejdelší zástupci dorůstají asi 70–90 cm, většina druhů je menší.

## Diverzita a taxonomie

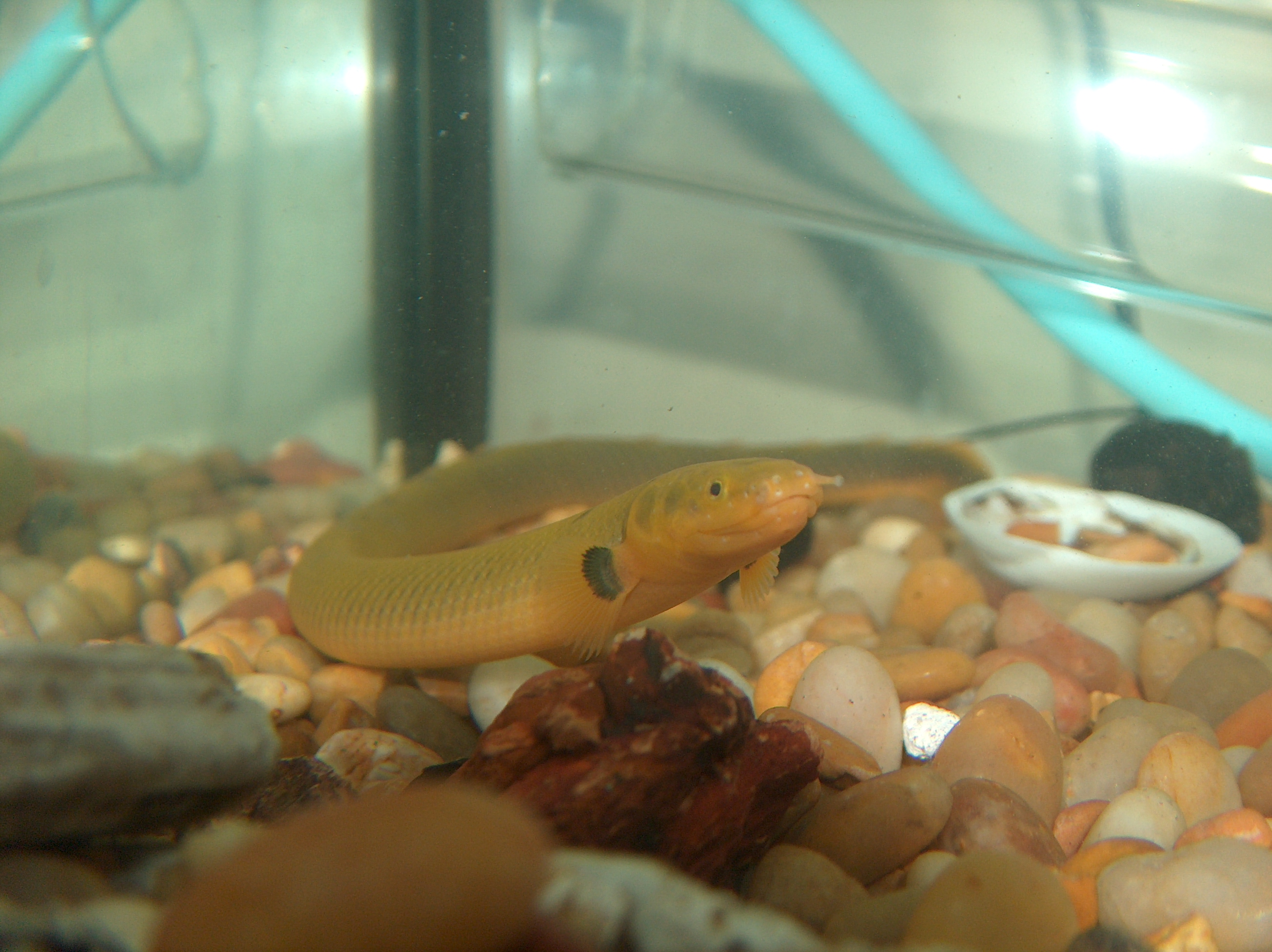
Bichirek kalabarský

Do řádu bichiři jsou v jediné čeledi bichirovití (Polypteridae) řazeny dva recentní rody: rod bichirek (Erpetoichthys nebo Calamoichthys) s hadovitě prodlouženým tělem a bez břišních ploutví, kam patří jediný druh, b. úhořovitý (E. calabaricus), a rod bichir (Polypterus) s asi 13–17 druhy. Přes stáří skupiny Cladistia je radiace, která vedla k současné (nevelké) rozmanitosti bichirů dosti mladá: oba rody se od sebe oddělily patrně v raném miocénu, nejstarší diverzifikace v rámci rodu bichir je pozdně miocenního stáří.
Taxonomicky je rod bichir poměrně komplikovaný: v rámci rodu existuje několik skupin vzájemně podobných druhů, existuje mnoho synonymních názvů na druhové či poddruhové úrovni, které se porůznu vyskytují v publikacích, některé holotypové série se ukázaly být směsí dvou druhů, dochází i k záměnám druhů v odborné literatuře.
Dlouhodobým problémem je i odborné jméno pro rod bichirek: původně jej John Alexander Smith popsal pod rodovým názvem Erpetoichthys, aby však nedošlo k záměně s hadaři rodu Herpetoichthys, změnil Smith (vzhledem k tomu, že nešlo o identický název, vlastně zbytečně) jméno na Calamoichthys. Obě jména jsou od té doby různými autory považována za platná. Rozhodnutí o platnosti na základě priority jsou komplikována nejen tím, že Smithovy články s oběma jmény vyšly v opačném pořadí, než v jakém byly sepsány (oficiálně tak bylo jako první paradoxně publikováno jméno Calamoichthys), ale i (z hlediska mezinárodních pravidel zoologické nomenklatury neoprávněným) přikloněním k prioritě jména Erpetoichtys na základě jeho užití v anonymním novinovém článku referujícím o bichirkovi bezprostředně po jeho ústním představení Smithem vědecké veřejnosti v r. 1865.

## Výskyt a ekologie
Všichni zástupci bichirů se vyskytují ve sladkých vodách západní a centrální tropické Afriky, bichirek vplouvá i do brakických vod. Osidlují zde mělké zarostlé vody bažin, jezer a říčních ramen. Často jde o vody chudé kyslíkem, kde bichiři musejí dýchat i vzduch, aby se neutopili. Živí se dravě vodními kroužkovci, hmyzem, korýši i rybami. Aktivní jsou v noci. Pomocí svých svalnatých prsních ploutví a pohybů těla jsou schopni i pohybu po souši.

## Příbuzenské vztahy

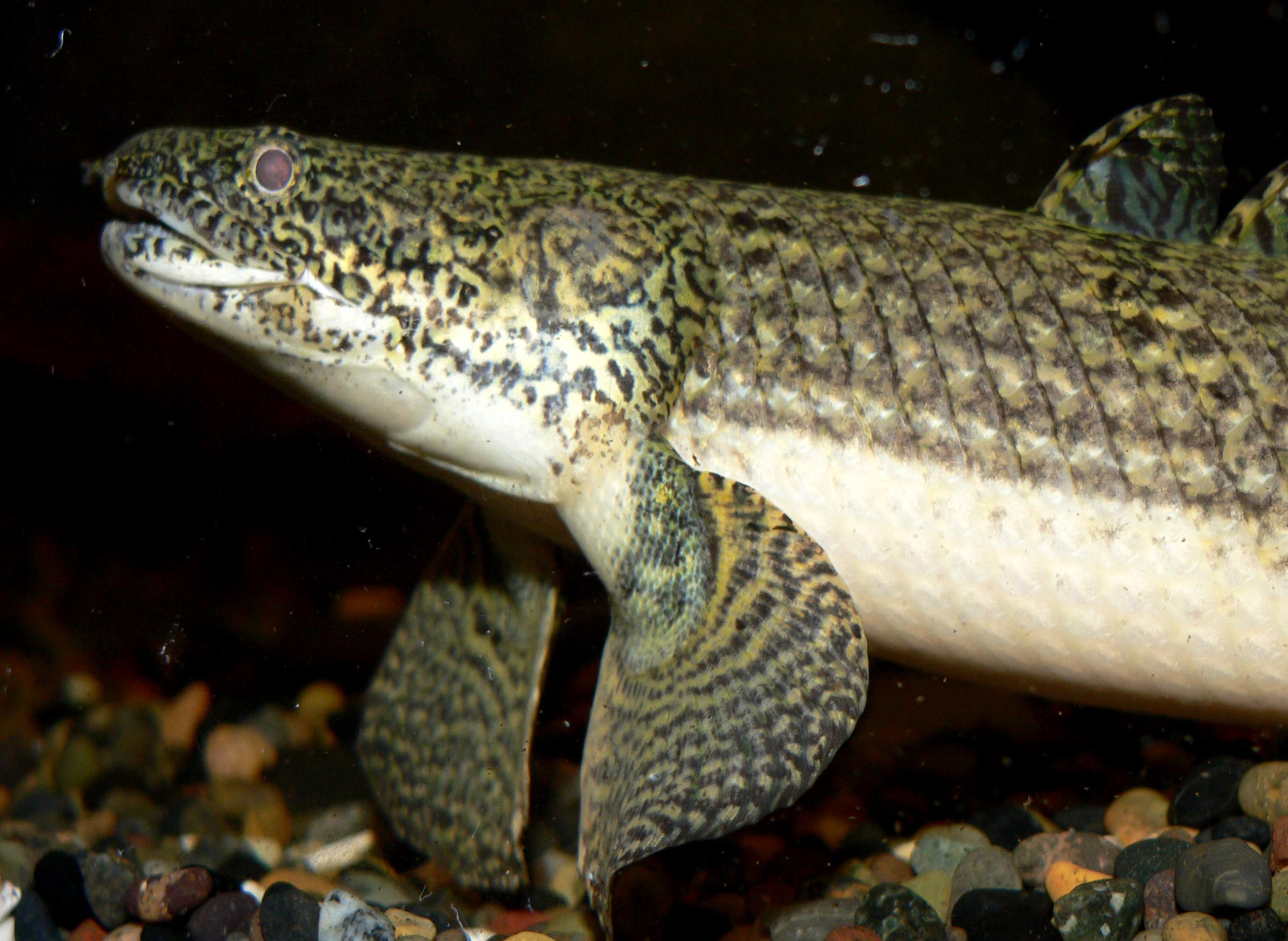
Na tomto obrázku bichira Weeksova je dobře patrný šupinami pokrytý svalnatý násadec prsní ploutve

Bichiři jsou z anatomického hlediska zajímavou mozaikou starobylých znaků (přítomnost plic, zachovalé ganoidní šupiny, spirální řasa ve střevě, funkční spirakulum aj.), ale i evolučních novinek přítomných právě jen u bichirů (např. stavba hřbetní nebo prsní ploutve, 4 žaberní oblouky). Směsice morfologických znaků, které porůznu nacházíme u dalších archaických ryb (vnější žábry a plíce u bahníků, svalnaté násadce ploutví u svaloploutvých obecně, ganoidní šupiny u primitivních paprskoploutvých ryb, spirakulum u jesterů atd.), ztěžuje rekonstrukci jejich příbuzenských vztahů. Navíc mají velmi chudý fosilní záznam. Proto byli na základě morfologie řazeni na různá místa systému obratlovců, mj. byli považováni za příbuzné jeseterů, ale i bahníků nebo za bazální svaloploutvé. Molekulárně-fylogenetické analýzy však potvrdily jejich příslušnost na samotnou bázi paprskoploutvých ryb: bichiři tvoří samostatnou podtřídu Cladistia (někdy považovanou dokonce za třídu). Všichni ostatní paprskoploutví se pak řadí do podtřídy Actinopteri.

## Fosilní záznam
Bichiři se sice od ostatních paprskoploutvých ryb evolučně oddělili velice záhy (nejpozději během karbonu), ale jejich fosilní pozůstatky jsou vzácné a až do r. 2017 (viz níže) byly známy jen jejich nečekaně mladé pozůstatky: nejstarší pozůstatky s jistotou zařaditelné k bichirům jsou fragmentární nálezy (šupiny, ostny, obratle) z Afriky křídového stáří. Prvních více než 200 miliónů let samostatného vývoje rybí evoluční linie směřující k bichirům tak bylo nedokumentovaných. Přesto existovalo podezření, že nálezy starobylých příbuzných bichirů sice existují, jen je obtížné je jako takové rozpoznat. Podrobná morfologická studie založená na moderních metodách výzkumu fosilních pozůstatků (především na rentgenové výpočetní tomografii fosilií se zachovalým prostorovým uspořádáním) z r. 2017 ukázala, že do skupiny Cladistia pravděpodobně patří zástupci triasové skupiny Scanilepiformes zastoupené např. rody Fukangichthys, Beishanichthys nebo Scanilepis. Tato skupina by dokonce mohla být vůči bichirům parafyletická, což by znamenalo, že se moderní bichiři vyvinuli přímo ze skanilepiformních ryb. Scanilepiformes jsou mezi raně druhohorními rybami nápadní dlouhou hřbetní ploutví.
Mezi nejstarší dobře doložené pozůstatky „pravých“ bichirů (s vyvinutými znaky moderních bichirů jako je např. mnohočetně rozdělená hřbetní ploutev) patří svrchnokřídový rod Serenoichthys známý z Maroka. Byly to drobné ryby, jejichž postkraniální skelet (hlava se nezachovala) měřil necelých 5 cm. Jejich tělo bylo ve srovnání s dnešními bichiry vyšší, nebylo protažené. Fragmentární nálezy z jiných afrických nalezišť dokumentují, že bichiři byli v křídě pestřejší skupinou, alespoň co se velikosti týče: Bawitius mohl podle odhadů založených na velikosti šupin a izolované lebeční kosti (ektopterygoidu) dosahovat délky 2,5–3 m. Že byla vrcholná křída obdobím maximální diverzity bichirů ukazují i podrobnější analýzy fosilního materiálu. Mimo Afriku jsou bichiři doloženi z křídy a paleocénu Jižní Ameriky.

## Význam
Bichirek kalabarský i různé druhy bichirů jsou někdy chovány v akváriích. Bichiři mají dobré maso, ale loveni jsou jen sporadicky. Z jejich pevné kůže mohou být vyráběny ozdobné předměty.
Bichiři se také stali modelem pro zkoumání jevů souvisejících s přechodem k suchozemskému životu: jsou-li chováni v polosuchozemských podmínkách (ve velmi mělké vodě) a tak nuceni k terestrickému stylu pohybu, dochází u nich k anatomickým i fyziologickým změnám kostry a svalů prsních ploutví v určitém ohledu paralelním s evolučními změnami během vzniku čtyřnožců.

## Historie
Bichir nilský (Polypterus bichir) byl pro vědu objeven během Napoleonova tažení do Egypta na samém konci 18. století. Pojmenován byl svým objevitelem, přírodovědcem Saint-Hilairem r. 1802, ale jen neformálně jako „Polyptère bichir“. Teprve o rok později jej formálně popsal Bernard Germain de Lacépède.
| „ | Je n’aurais découvert en Egypte que cette seule espèce, qu’elle me dédommagerait des peines qu’un voyage de long cours entraîne ordinairement, car je ne connais pas d’animal plus singulier, plus digne de l’attention des naturalistes, et qui, montrant combien la nature peut s’écarter de ses types ordinaires, soit plus susceptible d’agrandir la sphère de nos idées sur l’organisation | Kdybych v Egyptě objevil byť jen tento druh, vynahradilo by mi to strasti, jež jsou obyčejně spojeny s dlouhou cestou. Neznám žádné podivuhodnější zvíře, žádné, které by si zasluhovalo více přírodovědcovy pozornosti a které, ukazujíc jak moc je příroda schopna odchýlit se od běžných tvarů, by spíše bylo schopno rozšířit sféru našich představ o uspořádání. | “ |
| — Etienne Geoffroy Saint-Hilaire, autor popisu bichira r. 1809 v publikaci Poissons du Nil, de la Mer Rouge et de la Méditerranée. In: Description de l’Egypte | | |   |